# Péter Szijjártó
Péter Futsal Szijjártó (AFI: [ˈpeːtɛr ˈsijjaːrtoː]; Komárom, 30 ottobre 1978) è un politico ungherese, ministro degli Esteri e del Commercio dell'Ungheria dal 23 settembre 2014.

## Biografia
Nato a Komárom, si è laureato presso l'Università Corvinus di Budapest specializzandosi in relazioni internazionali e management dello sport.
Ha quindi iniziato la sua carriera politica nel 1998, diventando il più giovane consigliere municipale della città di Győr, presso il quale è stato nominato vicepresidente del comitato per l'istruzione, la cultura e lo sport. È stato tra i fondatori, nonché il primo presidente, di Fidelitas, l'organizzazione giovanile del partito Fidesz a Győr. È in seguito diventato membro della direzione nazionale di Fidesz e membro dell'Assemblea nazionale ungherese dal 2002.
Il primo ministro Viktor Orbán lo ha nominato ministro degli Affari Esteri e del Commercio nel settembre 2014, quando il suo predecessore Tibor Navracsics si è dimesso per via della sua nomina alla Commissione Europea.